# オリシェ
オリシェ（Orixe, 1888年12月6日 - 1961年10月9日）は、スペイン・ギプスコア県・オレシャ出身の著作家。バスク語で詩・小説・随筆などを創作し、特に詩人として知られた。本名はニコラス・オルマエチェア・ペジェヘーロ (Nikolas Ormaetxea Pellejero)。

## 経歴

### バスク時代
ギプスコア県・オレシャ(Orexa)に生まれたが、両親の下には既に多くの子供がいたため、ナバーラ県・ウイシの乳母の下で育った。17歳だった1905年にナバーラ県・ハビエルにあったイエズス会に入り、1907年からはギプスコア県・アスペイティアにあったロヨラ聖堂で牧師の修業を積みながら西洋古典を学び、古代ギリシアのホメーロスや古代ローマのウェルギリウス、19世紀のプロヴァンス語詩人のフレデリック・ミストラルなどに傾倒した。1923年から1931年にはビスカヤ県・ビルバオに住み、レスレクシオン・マリア・デ・アスクエが会長を務めていたエウスカルツァインディア（バスク語アカデミー）の活動に協力した。1920年代後半からはバスク人詩人のシャビエル・リサルディと親交を深め、リサルディの詩集『心と月に映ったもの』では序文を書いた。1929年にはバスク語ビスカヤ方言で、16世紀に出版された作者不明の『ラサリーリョ・デ・トルメスの生涯』を翻訳し、1930年にはフレデリック・ミストラルの『ミレイオ』（ミレイユ）をバスク語に翻訳した。

### 内戦と亡命
1936年のスペイン内戦勃発後にはフランス、アルゼンチン、エルサルバドル、グアテマラを転々とした。グアテマラにいた1950年には、私財を投じたホキン・サイテギにオリシェやアンディマ・イビナガベイティアが協力し、バスク語雑誌『バスク精神』を創刊した。『バスク精神』に占める各分野の割合は文学が57%、哲学が3.5%であり、その他芸術や音楽などの論文を掲載した。バスク地方に住むガブリエル・アレスティ、マヌエル・レクオナ、ルイス・ビリャサンテなどの著作家、スペイン国外に亡命した知識人やイエズス会の神父などが文章を執筆した。1934年には全15章11,842行の詩『バスク民族』を完成させており、1950年に『バスク民族』が出版されると、批評家のアントニオ・マリア・ラバイェンは「バスクのカレワラ」（カレワラはフィンランド神話のひとつ）と称賛した。

### スペイン帰国後
1954年にスペインに帰国した時にはまだフランシスコ・フランコ独裁政権によるバスク語使用禁止政策が続いていたため、1956年には『バスク精神』の刊行地をフランス領バスク・ラブールのビアリッツに移した。『バスク精神』は1960年までの10年間で44号を数え、総ページ数は3,658ページにも及んだ。1959年にエウスカルツァインディアの会員に推挙された。1962年にサン・セバスティアン近郊のアニョルガで死去した。死後の1972年には『バスク民族』がスペイン語訳も合わせた豪華版として再版された。

## 『バスク民族』の章立て
出典 : 『バスク語入門』
| - 第1章 村祭 - 第2章 とうもろこしの皮とり - 第3章 くり拾いの季節 - 第4章 糸をつむぐ女たち - 第5章 クリスマスの季節 | - 第6章 カーニバルの季節 - 第7章 バスク民族は一つ - 第8章 子羊の季節 - 第9章 祈願祭 - 第10章 とうもろこし畑の草取り | - 第11章 乾草作り - 第12章 脱穀 - 第13章 結婚式 - 第14章 結婚式の翌日 - 第15章 祖母の葬式 |

## 作品

### 小説
- 1929 Santa Cruz apaiza （レイサオラ社）

### 随筆
- 1927 Euskal literaturaren atze edo edesti laburra （エウスカル＝エスナレア・アルディカリア社）
- 1971 Jainkoaren billa （ゲロ社）
- 2002 Euskal literaturaren historia laburra （ウトゥリウスケ・バスコニアエ社）

### 詩
- 1933 Eusko Olerkiak （エウスカルツァレアク社）
- 1934 Barne-muinetan （イチャロペナ社）
- 1950 Euskaldunak （イチャロペナ社）『バスク民族』
- 1972 Euskaldunak （poema eta olerki guziak） （アウニャメンディ社）
- 2000 XX. mendeko poesia kaierak - Orixe （スサ社）: コルド・イサギレレン編集

### 文芸雑誌
- 1938 Leoi-kumea （ラ・フォトリス社）

### 翻訳
- 1929 Tormesko itsu-mutilla （ベルデス＝アチリカ社）原書は『ラサリーリョ・デ・トルメスの生涯』
- 1930 Mireio; Frederic Mistral （ベルデス＝アチリカ社）原書はフレデリック・ミストラルの『ミレイオ』（ミレイユ）

### 脚本
- 1962 Mamutxak （エウスカル・エリア社）

### 短編
- 1950-1954 Quiton arrebarekin （エウスコ＝ゴゴア・アルディスカリア社）

### 作品集
- 1991 Idazlan guztiak （sorkuntzazkoak） （エトル社）
- 2002 Orixe hautatua （イリア社）

## 関連文献
- Azurmendi, Joxe（ホセ・アスルメンディ） 1976: Zer dugu Orixeren kontra?, オニャティ, EFA社.
- Azurmendi, Joxe（ホセ・アスルメンディ） 1977: Zer dugu Orixeren alde?, オニャティ, EFA社.
- Sudupe, Pako 2011: 50eko hamarkadako euskal literatura I. Hizkuntza eta ideologia eztabaidak, サン・セバスティアン, ウトゥリウスケ・バスコニアエ社. ISBN 978-84-938329-4-0
- Sudupe, Pako 2011: 50eko hamarkadako euskal literatura II. Kazetaritza eta saiakera, サン・セバスティアン, ウトゥリウスケ・バスコニアエ社. ISBN 978-84-938329-5-7
- Sudupe, Pako 2012: "Ideologia eztabaidak 50eko hamarkadan" in Alaitz Aizpuru (koord.), Euskal Herriko pentsamenduaren gida, ビルバオ, UEU社. ISBN 978-84-8438-435-9
- Sudupe, Pako 2025: "Orixe, Gandiaga, R. Arregi eta Txillardegi" in XX. mendeko euskal pentsamendua Joxe Azurmendiren talaiatik, Leioa, EHU. ISBN 978-84-9860-927-1